# 瑞典鐵路運輸
瑞典鐵路運輸（瑞典語：Järnväg i Sverige）包括13,000公里的網絡，規模排全世界第20位。瑞典第一條鐵路線在1855年開始建造。大部分路線由國營公司SJ AB營運。

## 營運公司

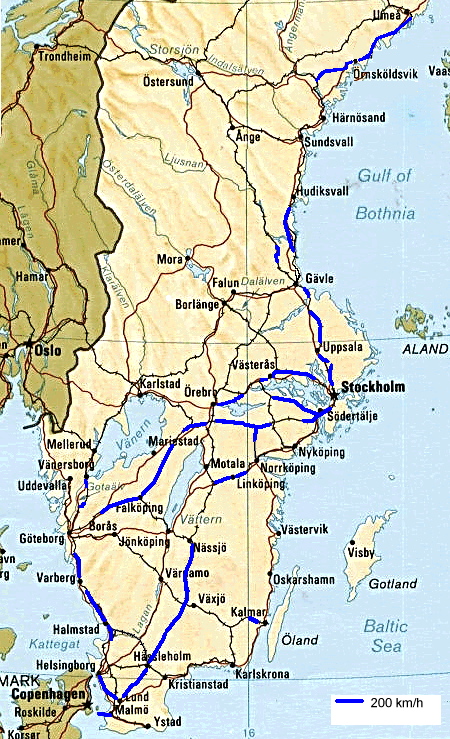
2010年，時速200公里的路線

鐵路運輸有一部分已私營化，但國內主要客運火車公司SJ AB（簡稱SJ）和貨運公司Green Cargo仍有國家全資持有。私人公司Tågkompaniet（「火車公司」）營運中部的路線，此外還有一些服務區域的公司。哥德堡、北雪平和斯德哥爾摩都有電車系統，而斯德哥爾摩也擁有地鐵系統──斯德哥爾摩地鐵。
SJ壟斷了客運，但其營運的路線中，只有斯德哥爾摩附近的X2000列車和區域鐵路線有利可圖，而其餘大部分的路線都無利可圖。平均速度是營利的重要因素，每小時走的距離越長，表示賺得更多。區域鐵路（在省內行駛，或不多於100公里距離）由各省以合約形式向營運公司購買；這些公司通常是SJ，但也有從瑞典或其他歐盟國家的公司提供服務。省交通部門負責出售區域鐵路的車票。而營利較少的長途路線，則由國家Rikstrafiken（「國家交通局」）與營運公司就逐條路線簽約。營運公司出售長途路線的車票。接掌這無利可圖生意的公司通常向省交通部門或特定國家機構租借列車，因為列車除了昂貴，購買（從落訂至送貨）也需2至3年時間，合約完結後也難以轉售。然而，由SJ負責路線的列車通常有SJ擁有。
2009年3月，政府決定取消SJ的專營權。自2009年秋季起，週六日的火車班次允許其他公司加入自由競爭，而2010年秋季則允許全面的自由競爭。
鐵路運輸受政府部門「國家鐵路局」（Banverket）監管。

## 歷史

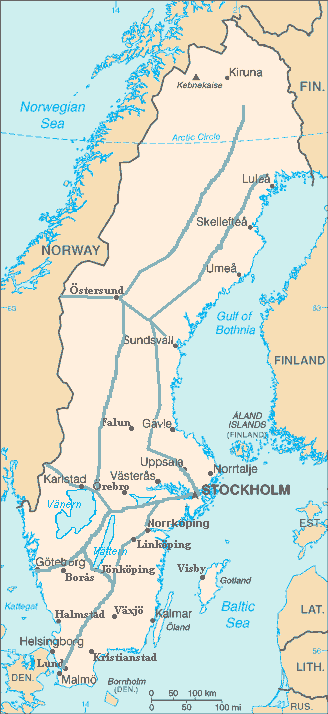
1860至1930年間建造的主要路線

瑞典的主要鐵路路線以往由國家鐵路（瑞典語：Statens Järnvägar）管理，而地區路線則由私人公司管理。瑞典首條載人和載貨的郊外鐵路於1849年啟用，連接韋姆蘭的福萊肯湖（Fryken）和克拉爾河，由馬匹拉動。首條使用標準鐵軌的公眾鐵路連接雪平和胡爾特，由私人資助，於1856年起用，為厄勒布鲁至諾拉鐵路的一部份。興趣鐵路的贊助人是阿道夫·尤金·馮·羅森。首條國家鐵路路線是哥德堡－Jonsered和馬爾默－隆德，都於1956年12月1日啟用。這次興建計劃由曾修築約塔運河的工程師尼爾斯·愛立信負責。此後，鐵路網絡一直擴展，直至1950年代，其後由於公路和航空的競爭，很多鐵路都關閉了。倒閉的大多數是窄軌鐵路。
現時大部份國家都專注興建高速主要路線。一般高速鐵路容許列車以時速300公里行駛，但瑞典的鐵路只容許最高時速200公里，而有些路段改建後容許時速250公里。雖然瑞典的鐵路速度比不上德國、法國和英國這些先進國家，但依然稍高於歐洲各國的平均速度。
1980年代，公營的國家鐵路——當時擁有最多僱員的瑞典公司——開始改革。1988年，國家鐵路的部分功能分拆給新成立的政府部門國家鐵路局，只保留鐵路營運和不動產，成為國營公司。2000年，國家鐵路解體成6間有限公司，主要載客服務由SJ AB負責。

## 網絡
- 總長度：12,821公里（其中3,594公里有私人鐵路公司擁有）
- 標準軌：12,821公里 1.435米軌距（7,914公里電氣化、1,152公里雙軌）
- 窄軌：221公里 0.891米軌距（2001）

## 主要路線
以往共有6條有國家擁有的主要路線（stambanor）：
- 西主線，453公里，斯德哥爾摩－哥德堡，途經卡特琳娜霍爾姆－哈爾斯貝里－拉克索－法爾雪平
- 南主線，381公里，馬爾默－法爾雪平，途經奈舍－延雪平
- 東主線，216公里，奈舍－卡特琳娜霍爾姆，途經繆爾比－林雪平－北雪平
- 北主線，484公里，斯德哥爾摩－翁厄，途經烏普薩拉－阿沃斯塔Krylbo
- 上諾爾蘭線，629公里，布賴克－布登，途經Långsele－文奈斯
- 西北主線，209公里，拉克索－挪威邊境，途經卡爾斯塔德－希爾－夏洛滕貝里

以下兩條路線也曾被稱為主線：
- 中部鐵路，約500公里，松茲瓦爾—挪威邊境，途經翁厄—厄斯特松德
- 內陸鐵路，約1300公里，卡特琳娜霍爾姆─耶利瓦勒，途徑穆拉—厄斯特松德

主要路線是指由國家興建的，而其他則由私人公司興趣，通常由有需要的城市擁有。1930至1950年間國家購入了很多路線，使主要路線的定義變得模糊。
現時，主要路線的稱謂作出條整，使只剩下4條主要路線。西北主線不在被視為主線，被易名為「韋姆蘭鐵路」。奈舍和法爾雪平間的南主線也被降級，因以往的東主線（奈舍－卡特琳娜霍爾姆）現被視為南方的一部分。上諾爾蘭線現在是區域鐵路。而奧克爾布以南的北主線指比途經阿沃斯塔那條路線更短的路線。有時東岸鐵路（斯德哥爾摩－松茲瓦爾）被視為主線，因它負責通往諾爾蘭的大部分客運。內陸鐵路曾經被視為主線，但現時只是旅遊鐵路。各主線仍有國家擁有，但內陸鐵路由數個省份擁有。

## 與鄰國的連接
- 丹麦 - 經厄勒海峽大橋，同軌距，電壓改變（15kVAC/25kVAC）
- 芬兰 - 不同軌距（1435mm/1524mm），兩國邊境兩側的路軌行雙軌距，無電力推動
- 德国 - 火車渡輪，同軌距，船上無電力推動
- 挪威 - 同軌距，同電壓（三條電氣化路線、一條非電氣化）

## 外部連結
- Banverket （页面存档备份，存于） - 瑞典國家鐵路局
- SJ
- Eurail和Sweden Rail Passes